# Africactenus
Genre
Africactenus est un genre d'araignées aranéomorphes de la famille des Ctenidae.

## Distribution
Les espèces de ce genre se rencontrent en Afrique subsaharienne et en Inde.

## Liste des espèces
Selon World Spider Catalog (version 19.0, 05/03/2018) :
- Africactenus acteninus Benoit, 1974
- Africactenus agilior (Pocock, 1900)
- Africactenus decorosus (Arts, 1912)
- Africactenus depressus Hyatt, 1954
- Africactenus evadens Steyn & Jocqué, 2003
- Africactenus fernandensis (Simon, 1910)
- Africactenus ghesquierei (Lessert, 1946)
- Africactenus giganteus Benoit, 1974
- Africactenus guineensis (Simon, 1897)
- Africactenus kribiensis Hyatt, 1954
- Africactenus leleupi Benoit, 1975
- Africactenus longurio (Simon, 1910)
- Africactenus monitor Steyn & Jocqué, 2003
- Africactenus pococki Hyatt, 1954
- Africactenus poecilus (Thorell, 1899)
- Africactenus simoni Hyatt, 1954
- Africactenus sladeni Hyatt, 1954
- Africactenus tenuitarsis (Strand, 1908)
- Africactenus tridentatus Hyatt, 1954
- Africactenus trilateralis Hyatt, 1954
- Africactenus unumus Sankaran & Sebastian, 2018

## Publication originale
- Hyatt, 1954 : The African spiders of the family Ctenidae in the collections of the British Museum (Natural History). Annals and Magazine of Natural History, sér. 12, vol. 7, p. 877-894.